# Laurie González
Laurie González (Carolina, 8 maggio 1989) è una pallavolista portoricana.
Gioca nel ruolo di libero nelle Gigantes de Carolina.

## Carriera
La carriera Laurie González inizia quando entra a far parte della squadra della University at Albany, SUNY, con la quale prende parte alla NCAA Division I dal 2008 al 2011.
Terminata la carriera universitaria, dopo una stagione di inattività, firma il suo primo contratto professionistico per il campionato 2013 con le Valencianas de Juncos, nella Liga Superior portoricana; nell'estate del 2013 debutta nella nazionale portoricana vincendo la medaglia di bronzo al campionato nordamericano.
Nella stagione 2016 firma per le Gigantes de Carolina.